# Kathedrale von Potosí

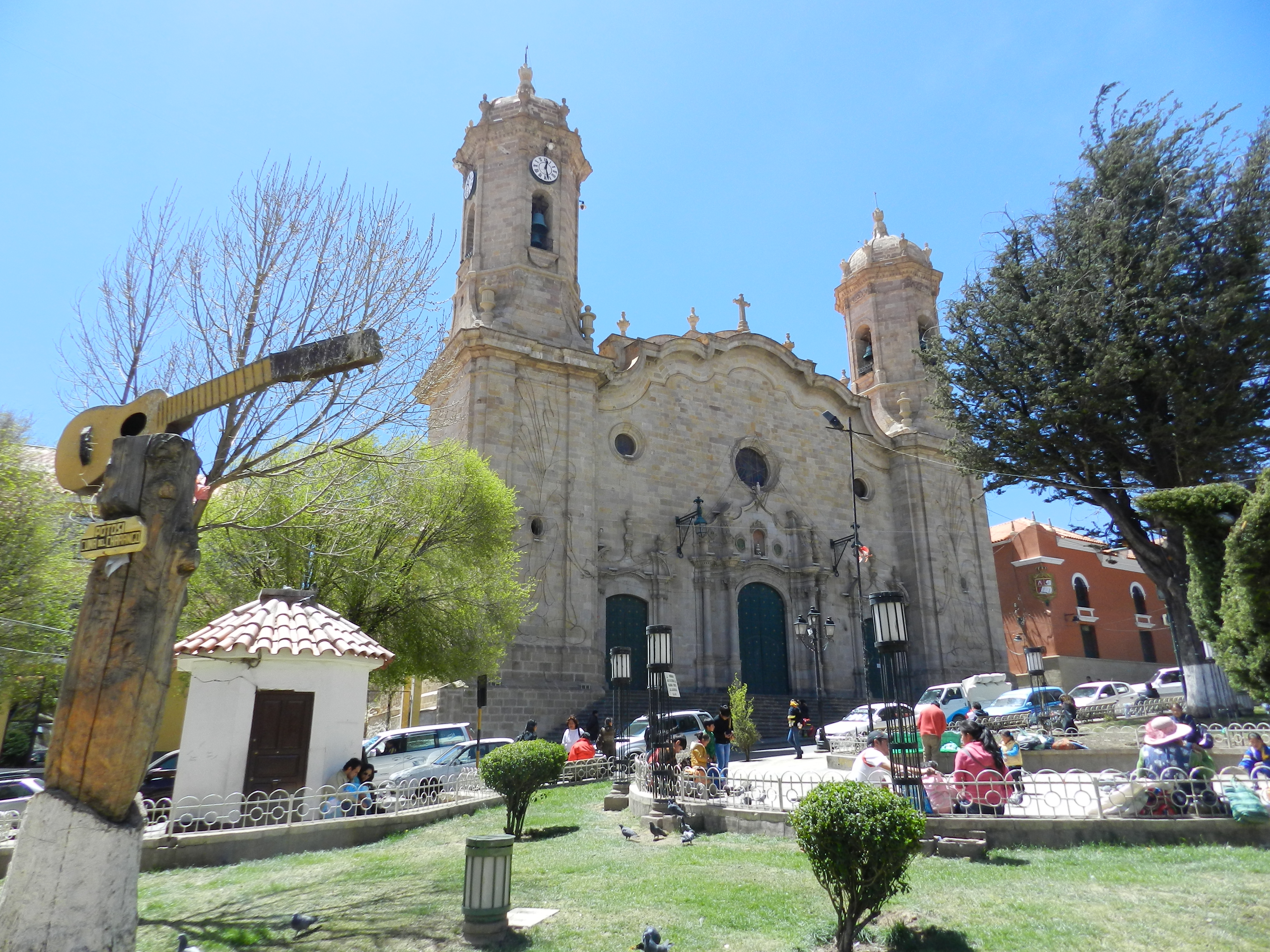
Fassade der Kathedrale

Die Kathedrale von Potosí oder Kathedralbasilika Unserer Lieben Frau vom Frieden (spanisch Catedral basílica de Nuestra Señora de La Paz) ist die zentrale Kirche der bolivianischen Stadt Potosí. Die römisch-katholische Kathedrale ist Sitz des Bistums Potosí und trägt den Titel einer Basilica minor.

## Geschichte
Die Vorgängerkirche vom Ende des 16. Jahrhunderts stürzte 1807 bei Umbauarbeiten ein. Der Wiederaufbau erfolgte zwischen 1809 und 1839 durch den Franziskaner Manuel Sanahuya. Die feierliche Kirchweihe zu Ehren Unserer Lieben Frau vom Frieden erfolgte bereits am 4. April 1838 in der Präsidentschaft von Marschall Andrés de Santa Cruz, der die Zeremonie finanzierte.
Die Kirche wurde 1924 zur Kathedrale des neugeschaffenen Bistums Potosí erhoben. Im Rahmen der 100-Jahr-Feier ihrer Weihe erhielt die Kathedrale am 19. Oktober 1938 durch Papst Pius XI. zusätzlich den Titel einer Basilica minor verliehen.

## Bauwerk
Die Kirche wurde im neobarocken Kolonialstil mit neoklassischem Einfluss erbaut. Ihre Steinfassade mit Glockentürmen an beiden Seiten dominiert die Plaza 10 de Noviembre. Die einschiffige Kirche hat durch ihr Querschiff einen kreuzförmigen Grundriss mit einem Vierungsturm. Die Kathedralbasilika wird als nationales Kulturdenkmal geführt.

## Ausstattung
Die meisten der polychromatischen Altäre sind zusätzlich mit Blattgold dekoriert. Die Kathedrale beherbergt wichtige Reliquien aus Gold und Silber. Die Orgel wurde von Simón I. Patiño gestiftet. In den 2000er Jahren wurde die polychrome Ausstattung der Kirche restauriert.